# Echiniscus migiurtinus
Echiniscus migiurtinus är en djurart som tillhör fylumet trögkrypare, och som beskrevs av Francesco Franceschi 1957. Echiniscus migiurtinus ingår i släktet Echiniscus och familjen Echiniscidae. Inga underarter finns listade i Catalogue of Life.